# Рудниця
Ру́дниця — селище в Україні, у Піщанській селищній громаді Тульчинського району Вінницької області.
Станом на 2017 рік у селищі мешкало 1138 осіб.

## Етимологія
Назва ймовірно пов'язана із професійним заняттям мешканців населеного пункту в давні часи: видобуванням руди та ремісничою (місцевою) металургією.

## Історія
7 (20) листопада 1917 року, відповідно до Третього Універсалу Української Центральної Ради, увійшло до складу Української Народної Республіки.
16 серпня 1919 у бою з комуно-московськими військами за Рудницю було тяжко поранено командира 8-го Чорноморського полку 3-ї Залізної дивізії Євгена Царенка.
22 жовтня 1938 віднесено до категорії селищ міського типу.
12 червня 2020 відповідно до Розпорядження Кабінету Міністрів України від  № 707-р «Про визначення адміністративних центрів та затвердження територій територіальних громад Вінницької області», увійшло до складу Піщанської селищної громади.
19 липня 2020 в результаті адміністративно-територіальної реформи та ліквідації Піщанського району, увійшло до складу новоутвореного Тульчинського району.

## Транспортне сполучення
Селище розташоване на найвищій точці Піщанської територіальної громади, за 11 км від Піщанки (місцевою дорогою та автошляхом Т 0225).

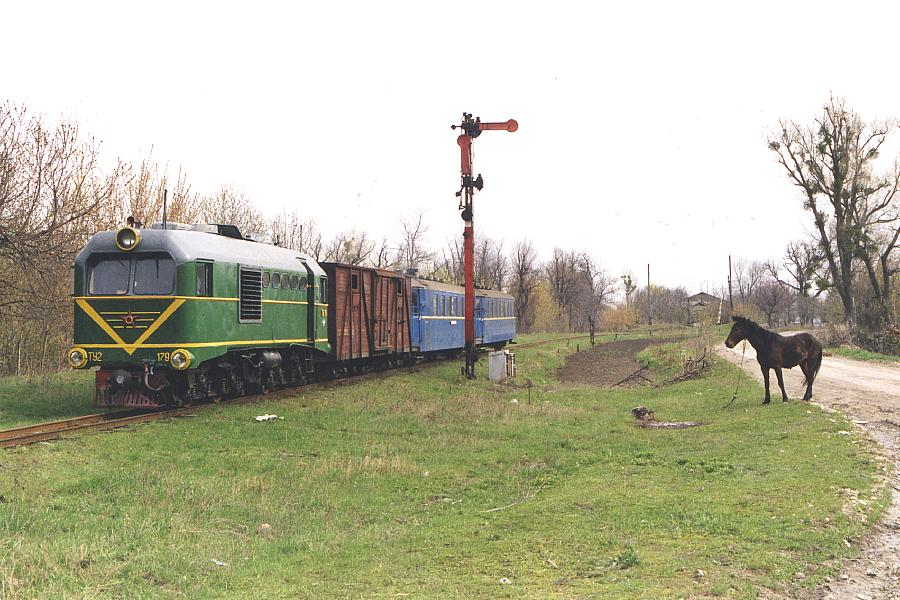
Вантажно-пасажирський поїзд на вузькоколійці в Рудниці

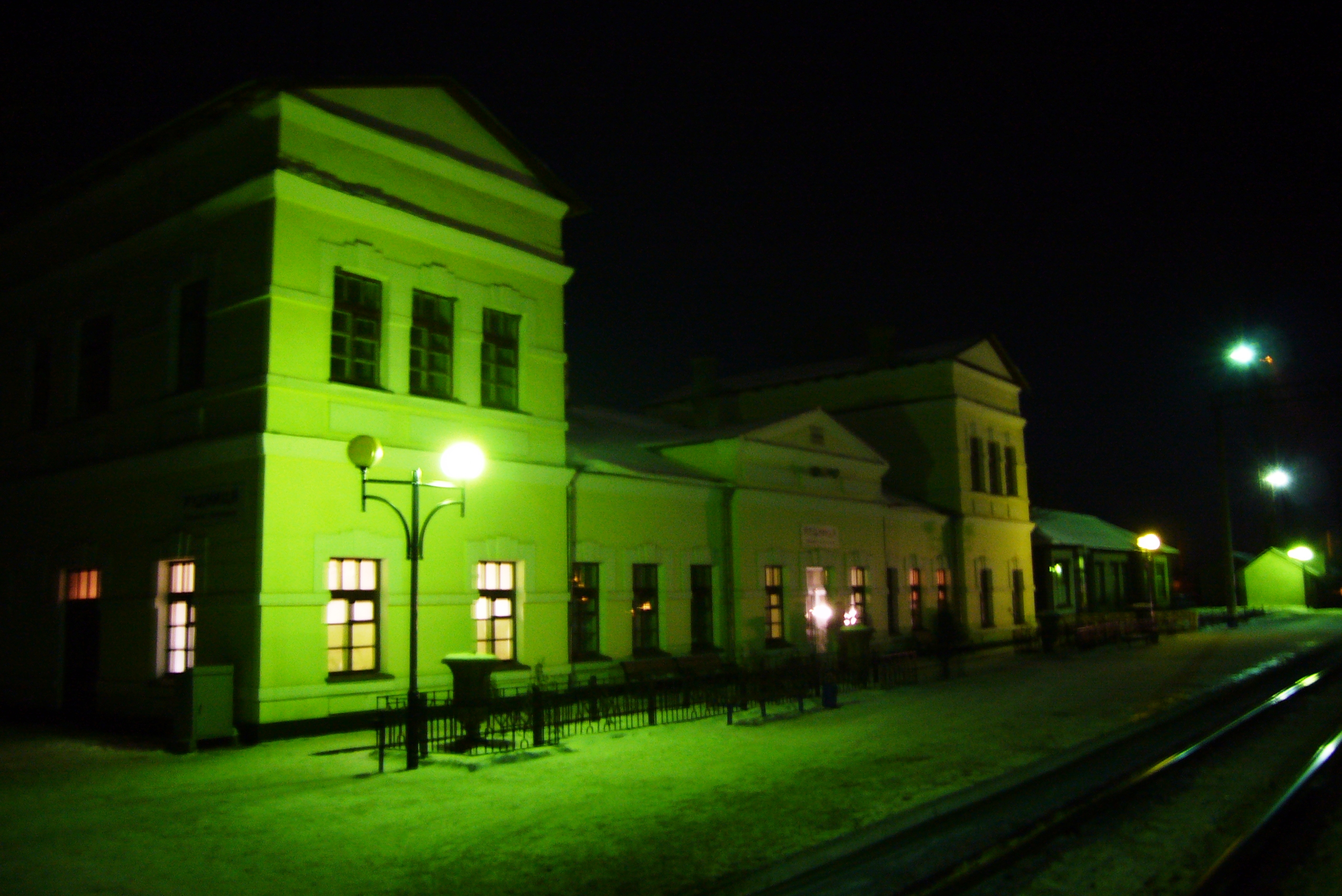
Залізнична станція

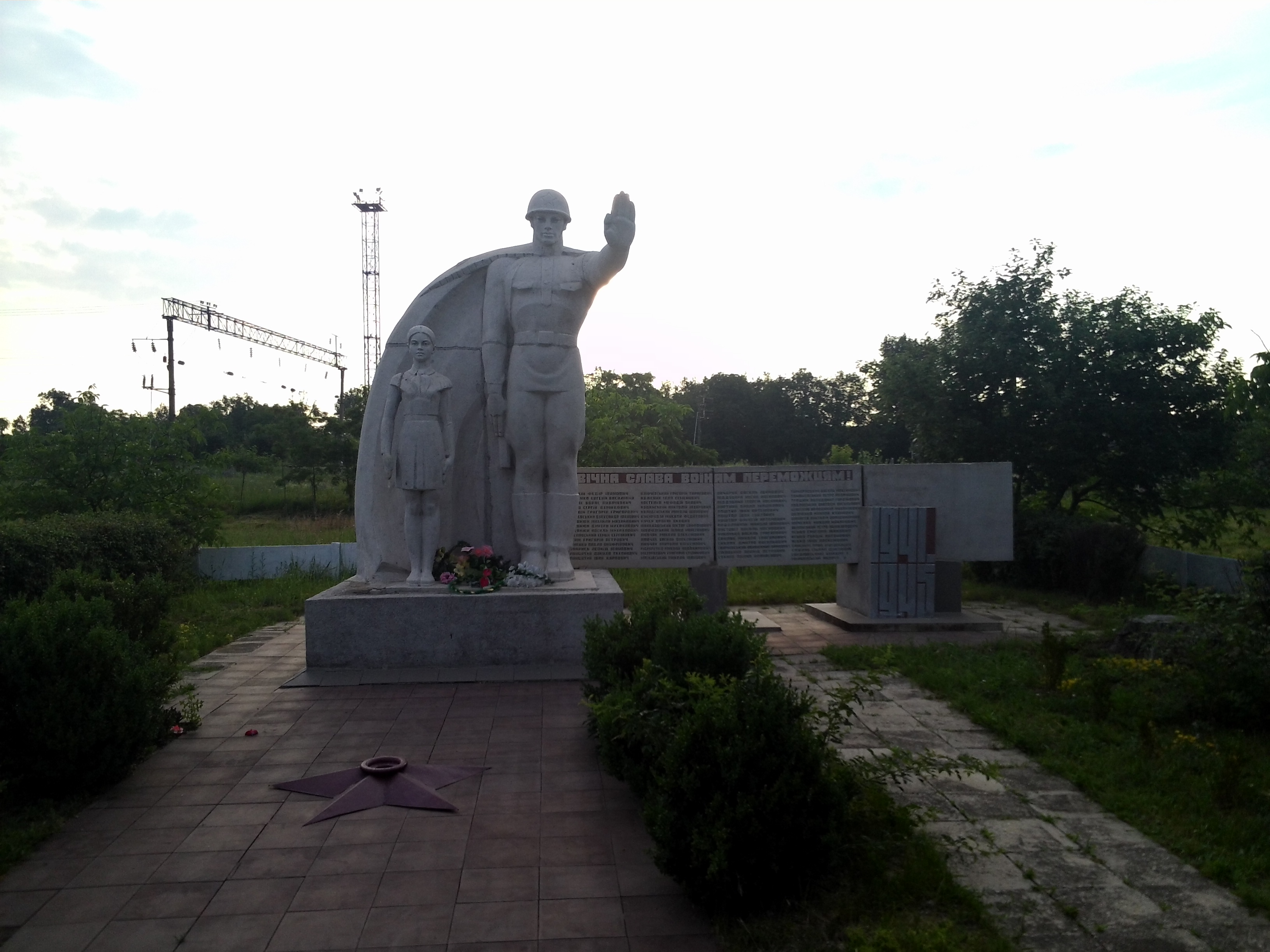
Пам'ятник воїнам-односельчанам, полеглим на фронтах Другої світової війни

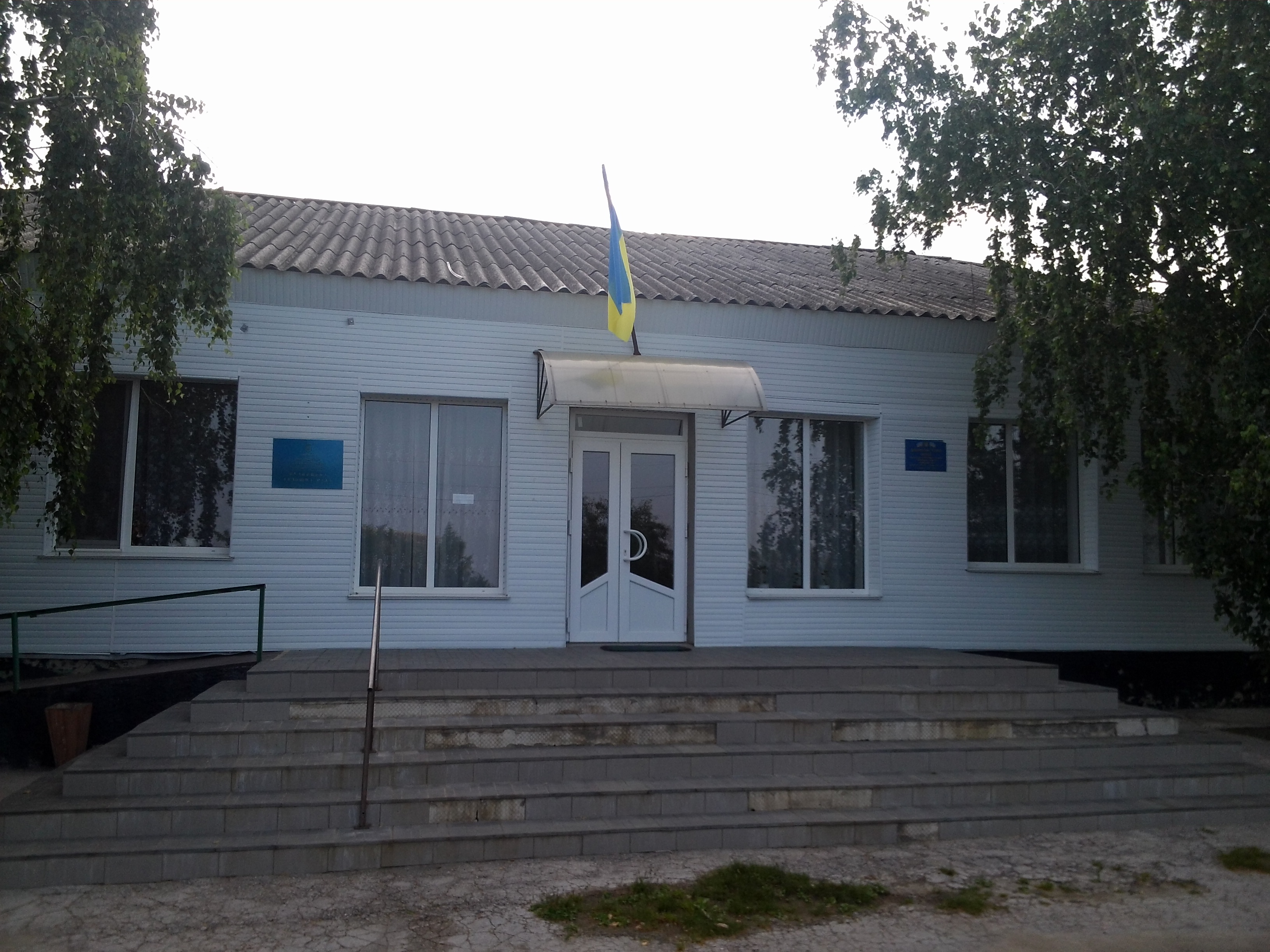
Рудницька селищна рада

Головною історичною пам'яткою Рудниці є вузькоколійна залізниця, і її маршрут пролягає до Помічної.

## Персоналії
- Рубанський Федір Сергійович (1995—2018) — молодший сержант Збройних сил України, учасник російсько-української війни. Похований у Рудниці.
- Влад Сорд (нар. 1995) — український видавець, дизайнер, літератор, поет і прозаїк. Учасник російсько-української війни.